# Un regno in ombra
Un regno in ombra (King Rat) è un romanzo urban fantasy, opera d'esordio dello scrittore China Miéville pubblicato nel 1998.
Si tratta di una rivisitazione nella Londra anni novanta della storia del Pifferaio di Hamelin con incursioni nel mondo della musica jungle e drum and bass.
È stato candidato al Premio Bram Stoker al romanzo d'esordio.

## Trama
(Un regno in ombra, China Miéville)
Saul Garamond, tornato a casa reduce da un campeggio, si sveglia la mattina e scopre il padre morto precipitato dalla finestra dell'appartamento in cui vivevano. I suoi rapporti conflittuali con il genitore attirano su di lui i sospetti della polizia che lo arresta. In prigione riceve la visita di uno strano uomo, il Re Ratto, che di tali animali conserva le abitudini e la vaga somiglianza. Il Re Ratto, dotato di sorprendenti poteri e della capacità di arrampicarsi ovunque e di intrufolarsi nei più stretti anfratti senza essere visto, lo fa evadere e gli rivela essere suo zio, il fratello della madre morta durante il parto e che Saul non ha mai conosciuto. Il Re Ratto gli rivela che suo padre è stato ucciso dal Pifferaio, assassino da secoli in guerra con la razza dei topi e che sta cercando Saul per uccidere anche lui e estinguere così la discendenza regale. Saul inizialmente pensa di essere preda di allucinazioni ma con l'aiuto del Re va scoprendo in sé abitudini e capacità proprie dei topi, convincendosi di essere l'erede al trono dei topi. Il Pifferaio si rivela ben presto in tutta la sua potenza e prima si intrufola nell'appartamento di Saul, presidiato dalla polizia massacrando le due guardie di piantone e poi uccide uno degli amici di Saul, Kay, per ottenere da questi informazioni. L'ispettore Crowley brancola nel buio ma intuisce l'innocenza di Saul, sospettando dietro gli efferati omicidi la presenza di un serial killer. Il Pifferaio riesce a rintracciare Saul e lo attacca con violenza; solo con l'intervento di altre due bizzarri personaggi, Loplop e Anansi, Saul riesce a fuggire. Anansi è Il re dei ragni, un ibrido tra le due razze mentre Loplop è il re degli uccelli e anch'egli antropomorfo. Tutti loro sono stati precedentemente sconfitti e umiliati dal Pifferaio e ora tentano un riscatto, pur avendo una folle paura del potere dell'uomo.
Il Pifferaio altri non è che il famoso personaggio di Hamelin dell'omonima fiaba che, sotto la mentite spoglie di un musicista di nome Pete, ha preso contatto con gli amici di Saul, tra cui Natascha, una dj di musica drum and bass. Sfruttando le doti della ragazza, esperta in campionamenti, il Pifferaio spera di poter confezionare un pezzo musicale che riesca a irretire contemporaneamente tutti i suoi nemici appartenenti a specie diverse. La speranza del Pifferaio è anche quella di campionare il suono del suo flauto in modo tale da rendere la sua musica ipnotica efficace anche nei confronti di Saul, apparentemente immune ai poteri del Pifferaio. Saul affronta con difficoltà la sua nuova condizione e scopre ben presto di essere considerato dal Re Ratto solo uno strumento, un'arma segreta per sconfiggere il Pifferaio e riaffermare il suo potere sul popolo dei topi. Tra l'altro Saul apprende che il Re Ratto è in realtà il suo vero padre che aveva stuprato la madre con l'intento di generare un ibrido immune alla musica del Pifferaio.
Il Pifferaio ottiene la sua musica e prende in ostaggio Natasha e Fabian, un altro amico di Saul, sfidandolo ad uno scontro finale durante un concerto. Saul accetta la sfida e si presenta con tutto il suo popolo di roditori di cui ha nel frattempo ottenuto la fiducia e con Loplop. Lo scontro è cruento: ragni, umani e topi si massacrano tra di loro, spinti alla violenza dalla musica ipnotica. L'unico immune è Saul che in extremis, grazie all'intervento di Re Ratto, sconfigge il Pifferaio che viene apparentemente ucciso (anche se non se ne ha l'assoluta certezza). Saul non riesce a riconciliarsi con il Re Ratto, accusandolo di aver ucciso l'uomo che considerava suo padre, di aver stuprato sua madre e di averlo strumentalizzato nella lotta contro il suo acerrimo nemico. Saul detronizza e scredita il Re, avendo acquistato la fiducia del popolo dei roditori e li spinge a rinunciare alla monarchia in cambio dell'autodeterminazione.

## Personaggi
Saul GaramondViene accusato dalla polizia dell'omicidio del padre. Viene fatto evadere di prigione dal Re Ratto e precipitato in un mondo fantastico in cui scopre di essere figlio di un topo e di un essere umano e di essere dotato di forza, agilità e sensi sviluppati pari a quelli di un roditore, nonché analoghe abitudini alimentari e avversione alla pulizia. È immune ai poteri del Pifferaio grazie alla sua doppia natura umana e animale.
Il PifferaioÈ il pifferaio di Hamelin. Ha già sconfitto centinaia di anni prima le schiere di topi, insetti e uccelli capeggiati dai rispettivi re. Venuto a conoscenza dell'esistenza di Saul, probabilmente immune ai suoi poteri ipnotici, progetta un piano per ucciderlo. Si presenta agli amici di Saul come Pete, flautista interessato al mondo della musica D'n'B, ordendo diabolici piani per ucciderlo.
Il Re RattoIl re dei topi in forma umana. Si spaccia come zio materno di Saul e lo fa evadere di prigione rivelandogli la sua duplice natura di uomo e topo. Lo convince di essere il legittimo erede al trono del regno. In realtà è il padre biologico di Saul che dopo averne stuprato la madre e ucciso il genitore, lo vuole usare come strumento di vendetta contro il Pifferaio.
AnansiL'antropomorfo re dei ragni. Vuole la sua vendetta nei confronti del Pifferaio ma ne teme i poteri.
LoplopAlias Hornebom, l'Uccello Superno, ossia il re degli uccelli in forma umana. Vuole vendicarsi del Pifferaio per essere stato sconfitto e umiliato da lui secoli prima. Rimasto sordo durante uno scontro, impazzisce.
Natasha KaradjianAmica di Saul, detta 'Tash, è una dj esordiente nel mondo della D'n'B conosciuta con il nome di Rudegirl K. Avvicinata dal Pifferaio sotto mentite spoglie, lo aiuterà senza volerlo nei suoi piani di distruzione mixando per lui una musica ipnotica che soggiogherà contemporaneamente esseri umani, topi e ragni.
Fabian MorrisDetto Fabe, pittore e amico di 'Tash e di Saul.
KeyAmico di Saul, viene brutalmente ucciso dal Pifferaio dopo averne carpito utili informazioni.
CrowleyIspettore di polizia. Nonostante i pareri contrari dei colleghi, è convinto dell'estraneità di Saul nell'omicidio del padre e degli efferati omicidi avvenuti subito dopo.

## Edizioni
- China Miéville, King Rat, Macmillan, 1998,  p. 333, ISBN 0-333-73881-0.
- China Miéville, Un regno in ombra, traduzione di Nello Giugliano, Immaginario Fantasy, Roma, Fanucci Editore, 2009,  p. 332, ISBN 978-88-347-1459-1.